# Xabier González
Francisco Javier González Sotelo, conocido como Xabier González (Orense, 26 de marzo de 1958-Orense, 28 de abril de 2023), fue un escritor y político español. Era Botón de Ouro de la Asociación Fillos de Ourense de Caracas (Venezuela) desde 2003 y Miembro Honorario de la Asociación de Escritores de Mérida (Venezuela).

## Trayectoria
Xabier González participa, desde Orense, en la refundación del Partido Galeguista en el año 1978, siendo elegido miembro del Consello Nacional del Partido Galeguista y de la Ejecutiva local de Orense, de la que llega a ser Secretario. Participa como Congresista en los siguientes Congresos del Partido Galeguista, renovando su condición de miembro del Consello Nacional.
Participa en el proceso de creación de la coalición electoral Coalición Galega, pero se opone a la disolución del Partido Galeguista cuando dicha coalición decide convertirse en partido único. Lidera la oposición a la disolución del Partido Galeguista lo que provoca que, el por aquel entonces Secretario General del Partido Galeguista, Xosé Henrique Rodríguez Peña, promueva un expediente disciplinario que finaliza con la expulsión de Xabier González, motivada según figura en el acta de conclusiones por su “pertenencia al BNG”) y, paralelamente, la exclusión del congreso de alrededor de 150 militantes de varias Agrupaciones Locales (Carballiño, Villagarcía de Arosa, El Grove, La Coruña, etc.) que apoyaban la oposición a la disolución, lo que conduce a que las tesis de disolución se impongan, por cuatro votos de diferencia, en el Congreso de Vigo.
Junto a los demás opositores a la disolución del Partido Galeguista, entre los que están los galeguistas históricos Ramón Martínez López y Manuel Beiras García, promueve la convocatoria del V Congreso del Partido Galeguista, en el que presenta la ponencia de línea política denominado “Da Concordia Nacionalista”, que se aprueba por unanimidad, y es elegido Vicesecretario General Responsable de Política Exterior en la ejecutiva Galeguista, presidida por Ramón Martínez López y Manuel Beiras García y de la que Xesús Manuel Suárez García era Secretario Generaly a la que se incorporan Francisco López Franco y Manuel Montero Villar entre otros. En esa etapa efectúa varios viajes a Cataluña, para entrevistarse con el entonces Presidente del Parlamento de Cataluña, Miquel Coll i Alentorn, y País Vasco, contactos con el PNV que ya había enviado al V Congreso una delegación formada por Jon Gangoiti (futuro Parlamentario Europeo del PNV) e Iñaki Anasagasti (Portavoz del PNV en el Congreso de los Diputados y senador). Se reactivan las relaciones entre P.G. y PNV y Unió Democràtica de Catalunya, así como se dan los primeros pasos para reactivar Galeusca.
Firmante del pacto electoral que conforma la Plataforma Galeguista e da Esquerda Unida, con la que el P.G. concurriría a las elecciones Generales del 1986, en las que se presenta como candidato al Senado por la provincia de Orense.
Retirado de la actividad política en 1988, vuelve a ella a instancias de Ramón Martínez López para formar parte de la Ejecutiva Nacional resultante de la alianza entre Partido Nacionalista Galego y Partido Galeguista; siendo uno de los redactores del “Manifesto Nacionalista do 5 de Decembro de 1988” que conforma la base ideológica de dicha alianza. Cuando a finales de 1990 se plantea la opción de que la alianza PNG-PG se integre dentro del Bloque Nacionalista Galego, promovida por el entonces Secretario General del PNG-P.G., Xosé Henrique Rodríguez Peña, vuelve a producirse la oposición a la integración de Xabier González que, de nuevo, es expedientado y expulsado (esta segunda vez la expulsión viene motivada, según figura en el acta de conclusiones, por su “pertenencia al PSOE”) junto a Elías Pérez Álvarez, Secretario de la Agrupación Local de Orense y también miembro de la Ejecutiva Nacional. Esta situación rompe la alianza del Partido Galeguista con el Partido Nacionalista Galego y el 6 de noviembre de 1990, el P.G. vuelve a recuperar su soberanía, acto que se plasma en el acta n.º 2267/60, firmada por Xabier González, Xesús Manuel Suárez y Francisco López Franco, ante el notario Ángel Dopico Álvarez, de Cambados. De inmediato se convoca el VII Congreso del P.G., celebrado en Santiago de Compostela en diciembre de 1990, resultando elegido Presidente del Consello Nacional. El PG, por primera vez en su historia, participa en solitario en una contienda electoral: las Elecciones Municipales de 1991.
Redactor del manifiesto “Galeguismo, a Identidade”, presentado el 5 de diciembre del 2003, que marca la vuelta a la actividad política del Partido Galeguista; en el VIII Congreso, celebrado en Pontevedra en noviembre del 2004, presenta la ponencia relativa a la “Propuesta Galeguista de III Estatuto de Galicia”, aprobada por aclamación, y es elegido Presidente del P.G.
En los dos años siguientes trabaja en la redacción definitiva de la “Propuesta Galeguista de III Estatuto de Galicia”, que es aprobada el 12 de junio del 2006, en Ourense, por el Consello Galeguista. El 28 de junio del 2006, conjuntamente con Manuel Soto Ferreiro, presenta ante la Comisión do Parlamento Galego para o Debate e Reforma do Estatuto de Galicia dicha “Propuesta Galeguista de III Estatuto de Galicia”.
Ha prologado cerca de cuarenta libros y textos o reportajes sobre su obra se han incluido en multitud de revistas y periódicos, impresos y digitales, de todo el mundo. Sus obras se han presentado en sitios como la Casa de América (Madrid - España), el Centro Cultural San Martín (Buenos Aires - Argentina), la Universidad de Los Andes (Mérida - Venezuela), el Palacio Longoria de la SGAE (Madrid - España), la Feria Internacional de libro de autor (El Corte Inglés - La Coruña) y diferentes Festivales y Teatros del Reino de España y varios lugares de Europa y América.

## Obra
Ha publicado las siguientes obras:

### Novela
- El Efecto Doppler (castellano, 1999)
- La memoria de los triángulos (castellano, 2004)
- Mudayyan (castellano, 2005)
- Mudayyan (gallego, 2005)
- Mudayyan (francés, 2006)
- Mudayyan (inglés, 2006)
- The memory of the Triangles (inglés, 2006)
- La mémoire des Triangles (francés, 2006)

### Narrativa
- Escritos da Nación Proibida (gallego, 2001)
- Corsario de Ciudad (castellano, ediciones en 2002 y 2003)
- Corsair of city (inglés, 2005)

### Poesía
- Nas corredoiras do íntimo estronicio (gallego, 1985)
- Juegos de Olvido (castellano, ediciones en 2001 y 2003)
- Oblivion Games (inglés, 2006)

### Teatro
Ha escrito los guiones para:
- Keltike (gallego, estrenada en 1984)
- Nanta Enac Luf (gallego, estrenada en 1984)
- Nemet ou o canto de sol do canto de sombra (gallego, estrenada en 1984)
- Espada o prato (gallego, estrenada en 1985, traducida y estrenada en castellano y catalán)
- Cantigas para unha guerra (gallego, estrenada en 1985)
- Altariac Eirin (gallego, estrenada en 1986)
- O Papamoscas Vexetariano (gallego, estrenada en 1991)
- Petra e Karim (gallego, estrenada en 1992)

### Multimedia
- El silencio de los árboles (castellano, 2003-2004)

### Colectivas
- Palabras Mansas (castellano, 2002)
- II Antología Internacional Sensibilidades (castellano, 2002)
- Eñe, Antología Internacional de escritores (castellano, 2003)
- IV Antología Internacional Sensibilidades (castellano, 2003)
- V Antología Internacional Sensibilidades (Castellano, 2004)
- Antología de poesía erótica: larguetto ma non tropo (castellano, Venezuela, 2005)
- Antología de narrativa: humor con extrema-unción (castellano, Venezuela, 2005)
- Sensibilidades Oro, Antología Internacional (castellano, 2005)

## Actividades socioculturales

### Director teatral
Es director teatral de las compañías:
- “Kéltike Teatro” (Amoeiro-Orense)
- “Taller Experimental de Teatro” (Carballiño)
- Orballo Teatro (1990-1992).
- Coordinador del Festival do Teatro Galego (Carballiño, ediciones 1991 y 1992). Promotor y creador, dentro de las actividades de dicho festival teatral, de la Feria “Expocarballiño” (1992).

### Actor
Participó como actor en el largometraje Fresas Amargas (Galicia, 1993).

### Medios de comunicación
En el campo de los medios de comunicación:
- Fue corresponsal de:
  - “Faro de Vigo” en la Comarca de O Carballiño (1992)
  - En la “Cadena COPE”
- Jefe de redacción de “Fashion & Angels”
- Editor y Director de:
  - Los quincenales “Periódico de Ourense”
  - “T-Space”
  - “Quincenal do Norte”
- Director de los canales de televisión, con los que alcanzó dos premios a la calidad (uno de ámbito español, en 1995, y otro de ámbito europeo, en 1996):
  - “Carballiño TV”
  - “Ourense TV - Canal 55”
  - “Alto Támega TV”
  - “Onda limia TV”,
- Vicepresidente de la Federación Española de TV Locales (1994-1996)
- Director-presentador de los programas de TV:
  - “Séptimo grado”
  - “Café tertulia”